# Naturaleza de las ciencias
La Naturaleza de las Ciencias abreviado frecuentemente como NdC es un término que hace referencia a diversos temas relacionados con la sociología, la filosofía y la historia de la ciencia.
Es un metaconocimiento sobre la ciencia producto de analizar en forma interdisciplinaria dichas áreas del conocimiento, en conjunto con especialistas en didáctica de las ciencias y científicos. De esta manera, el estudio de las teorías desde lo sociológico ha tenido aplicación en el área didáctica, con el objetivo de lograr una mejor comprensión de la naturaleza de los enunciados y la forma en que son producidos y comunicados a la sociedad.

## Características
Para varios autores, el término alude específicamente a la epistemología de la ciencia y se refiere fundamentalmente a valores y supuestos intrínsecos del conocimiento científico, mientras que para otros especialistas, el concepto sugiere aspectos más amplios como el funcionamiento de la ciencia, qué es la ciencia, cómo se desarrolla y construye el conocimiento que genera, y la metodología que utiliza para difundir y validar dicho conocimiento, entre otras cuestiones.
Asimismo, la NdC busca un reconocimiento de los valores implícitos en la elaboración de teorías y enunciados, teniendo en cuenta que la ciencia no es neutral, depende de intereses socioecconómicos y de aspectos históricos, además de estar sujeta a revisión permanente. 
Esto implica considerar a la ciencia más allá del cuerpo de conocimientos estático e inalterable contemplado en el Método Científico. Supone una concepción vinculada a lo social y epistemológico, sin dejar de lado el entorno de la comunidad científica donde se desarrollan sus hipótesis y teorías.

## Naturaleza de las ciencias y educación en valores
La relación entre la enseñanza de las ciencias y la educación en valores, se sustenta en el hecho de que los individuos exteriorizan las interpretaciones valorativas acerca de fenómenos culturales y sociales. La ciencia y su construcción, no escapan al contexto histórico en el cual las teorías se generan y que de hecho, están afectadas por los valores de la época.
Esto se encuentra enmarcado en la premisa de que la enseñanza de los términos relativos al saber tecnocientífico no es neutral, debido a que las concepciones acerca del modo en que se construye ciencia están afectadas por factores éticos y morales de los mismos científicos.
La educación en ciencias supone intencionalidad en lo relativo a la transmisión de valores de naturaleza empírica. La neutralidad implica análisis y cuestionamiento de las propuestas éticas con un abordaje multidisciplinario e inclusivo.
De esta manera, los valores están presentes en la práctica pedagógica y en el modo en que los conceptos sobre la Naturaleza de las ciencias son adaptados en la transposición didáctica, para ser enseñados.
La conceptualización desde la perspectiva ética, pretende abordar la ciencia desde una perspectiva humana que se asocia a la construcción colectiva del saber para beneficio de las comunidades.